# 현대건설 힐스테이트

수원실내체육관에 걸린 현대건설 힐스테이트 배구단의 사진들

수원 현대건설 힐스테이트는 한국배구연맹에 속한 대한민국의 여자 프로배구단으로, 1977년 1월 20일에 현대 여자 배구단으로 창단하였다. 연고지는 경기도 수원시이며, 장안구 조원동에 있는 수원실내체육관을 홈 구장으로 사용하고 있다. 2009년 9월 17일 기존 팀 명인 수원 현대건설 그린폭스에서 현대건설의 아파트 브랜드인 힐스테이트를 딴 현재의 명칭으로 변경되었다.
프로화 이전에는 1980년대 대통령배 시절 미도파(대농) 배구단과 라이벌이었다. 1990년대에는 호남정유의 독주에 밀려 고전하였지만, 이후 전 선경 감독이었던 류화석을 영입하여 그가 이끌었던 시기인 2000년에 호남정유의 아성을 무너뜨리고 우승을 차지한 이래 2004년까지 연속 우승을 차지하여 전성기를 누렸다. 2005년 프로화 이후에는 흥국생명 등의 신흥 강팀에 밀려 2007년에 준우승한 때 이외에는 중위권에 머물렀다. 성적 부진이 이어지자 홍성진 감독을 경질하고 2009년 5월 12일 전 흥국생명 감독 황현주를 새로 감독에 선임하여 2010-2011 시즌 프로화 이후 정규리그 우승에 이어 챔피언 결정전에서도 흥국생명을 4승 2패로 꺾어 통합 우승을 차지했다.
2011-2012 시즌에는 결승까지 갔지만 대전 KGC인삼공사에게 5차전까지 가는끝에 준우승을 차지했다. 2013-2014 시즌에는 5위로 탈락했으며 2014-2015 시즌에는 준결승에서 신흥강호 기업은행에 2번 모두 지며 결승진출이 좌절되었고 2015-2016 시즌에는 2위로 마쳤으며 준결승에서 흥국생명을 2번 모두 이기며 결승진출 했고 결승전에서 지난시즌 우승 팀이자 준결승에서 탈락시겼던 기업은행이었다. 그리고 사상 최초 무실세트 3경기 모두 3:0으로 이기며 2011년 우승 이후 5년만에 우승을 차지했다.

## 역대 시즌
| 시즌    | 정규리그 | 정규리그 | 정규리그 | 정규리그 | 정규리그 | 정규리그 | 포스트시즌                                                               |
| 시즌    | 경기수   | 승       | 패       | 승률     | 승점     | 순위     | 포스트시즌                                                               |
| ------- | -------- | -------- | -------- | -------- | -------- | -------- | ------------------------------------------------------------------------ |
| 2005    | 16       | 10       | 6        | 0.625    | 26       | 3위      | 플레이오프 패배 (0–2, KT&G)                                              |
| 2005-06 | 28       | 14       | 14       | 0.500    | 14       | 4위      | —                                                                        |
| 2006-07 | 24       | 13       | 11       | 0.542    | —        | 3위      | 플레이오프 승리 (2–0, 한국도로공사) 챔피언결정전 패배 (1–3, 흥국생명)    |
| 2007-08 | 28       | 4        | 24       | 0.143    | —        | 5위      | —                                                                        |
| 2008-09 | 28       | 10       | 18       | 0.357    | —        | 4위      | —                                                                        |
| 2009-10 | 28       | 23       | 5        | 0.821    | —        | 1위      | 챔피언결정전 패배 (2–4, KT&G)                                            |
| 2010-11 | 24       | 20       | 4        | 0.833    | —        | 1위      | 챔피언결정전 승리 (4–2, 흥국생명)                                        |
| 2011-12 | 30       | 15       | 15       | 0.500    | 43       | 3위      | 플레이오프 승리 (2–0, 한국도로공사) 챔피언결정전 패배 (2–3, KGC인삼공사) |
| 2012-13 | 30       | 16       | 14       | 0.533    | 50       | 3위      | 플레이오프 패배 (0–2, GS칼텍스)                                          |
| 2013-14 | 30       | 12       | 18       | 0.400    | 38       | 5위      | —                                                                        |
| 2014-15 | 30       | 19       | 11       | 0.633    | 56       | 3위      | 플레이오프 패배 (0–2, IBK기업은행)                                       |
| 2015-16 | 30       | 17       | 13       | 0.567    | 53       | 2위      | 플레이오프 승리 (2–0, 흥국생명) 챔피언결정전 승리 (3–0, IBK기업은행)     |
| 2016-17 | 30       | 14       | 16       | 0.467    | 41       | 4위      | —                                                                        |
| 2017-18 | 30       | 14       | 16       | 0.467    | 46       | 3위      | 플레이오프 패배 (1–2, IBK기업은행)                                       |
| 2018-19 | 30       | 9        | 21       | 0.300    | 29       | 5위      | —                                                                        |
| 2019-20 | 27       | 20       | 7        | 0.741    | 55       | 1위      | 시즌 조기종료                                                            |
| 2020-21 | 30       | 11       | 19       | 0.367    | 34       | 6위      | —                                                                        |
| 2021-22 | 31       | 28       | 3        | 0.903    | 82       | 1위      | 시즌 조기종료                                                            |
| 2022-23 | 36       | 24       | 12       | 0.667    | 70       | 2위      | 플레이오프 패배 (0–2, 한국도로공사)                                      |
| 2023-24 | 36       | 26       | 10       |          | 80       | 1위      | 챔피언결정전 승리 (3-0,흥국생명)                                         |
| 2024-25 | 36       | 21       | 15       |          | 66       | 2위      |                                                                          |

## 우승 경력

### 리그
- V-리그
  - 챔피언결정전
    -  우승 (3회) : 2010-11, 2015-16,2023-24
    -  준우승 (3회) : 2009-10, 2011-12, 2014-15
    -  3위 (2회) : 2012-13, 2017-18

  - 정규리그
    -  1위 (5회) : 2009-10, 2010-11, 2019-20, 2021-22,2023-24
    -  2위 (3회) : 2015-16, 2022-23, 2024-25
    -  3위 (4회) : 2011-12, 2012-13, 2014-15, 2017-18

### 컵
- KOVO컵
  -  우승 (5회): 2006, 2014, 2019, 2021,2024
  -  준우승 (3회) : 2009, 2013, 2015

## 홈구장
- 마산실내체육관 (2005년–2006년)
- 수원실내체육관 (2006년–현재)

## 선수

### 현재 선수 명단
감독: 강성형
| 번호 | 이름   | 포지션 | 출생일           | 키     | 국적     |
| ---- | ------ | ------ | ---------------- | ------ | -------- |
| 1    | 정시영 | 센터   | 1993년 3월 12일  | 180 cm | 대한민국 |
| 2    | 황윤성 | 레프트 | 2003년 11월 25일 | 175 cm | 대한민국 |
| 3    | 김다인 | 세터   | 1998년 10월 15일 | 171 cm | 대한민국 |
| 4    | 황연주 | 라이트 | 1986년 8월 13일  | 177 cm | 대한민국 |
| 5    | 이영주 | 리베로 | 1999년 3월 9일   | 161 cm | 대한민국 |
| 6    | 이나연 | 세터   | 1992년 3월 25일  | 173 cm | 대한민국 |
| 8    | 김연견 | 리베로 | 1993년 12월 1일  | 163 cm | 대한민국 |
| 9    | 김현지 | 세터   | 2001년 5월 7일   | 175 cm | 대한민국 |
| 10   | 야스민 |        | 1996년 1월 8일   | 193 cm | 미국     |
| 11   | 김주하 | 리베로 | 1992년 4월 24일  | 174 cm | 대한민국 |
| 12   | 이다현 | 센터   | 2001년 11월 11일 | 185 cm | 대한민국 |
| 13   | 정지윤 | 센터   | 2001년 1월 1일   | 180 cm | 대한민국 |
| 14   | 양효진 | 센터   | 1989년 12월 14일 | 190 cm | 대한민국 |
| 15   | 황민경 | 레프트 | 1990년 6월 2일   | 174 cm | 대한민국 |
| 16   | 김가영 | 레프트 | 2003년 3월 8일   | 172 cm | 대한민국 |
| 17   | 고예림 | 레프트 | 1994년 6월 12일  | 177 cm | 대한민국 |
| 18   | 한미르 | 리베로 | 2002년 7월 12일  | 166 cm | 대한민국 |
| 19   | 이현지 | 레프트 | 2003년 8월 16일  | 179 cm | 대한민국 |
| 20   | 전하리 | 레프트 | 2001년 7월 16일  | 172 cm | 대한민국 |

### 외국인 선수
- 브란키차 (2011–2012)
- 에밀리 (2016–2017)
- 엘리자베스 (2017–2018)
- 소냐 (2018)
- 베키 페리 (2018)
- 마야 (2018-2019)
- 헤일리 (2019-2020)
- 루소 (2020-2021)
- 야스민 (2021- )

## 역대 감독
- 김효명 (–1996년)
- 이성수 (1996년–1998년)
- 김남성 (1998년–1999년)

| 연도          | 감독    | 정규리그 전적 (승–패) | 승률  | 플레이오프 전적 (승–패) | 플레이오프 승률 | 플레이오프 진출 | 정규리그 우승 | 챔피언결정전 우승 |
| ------------- | ------- | --------------------- | ----- | ----------------------- | --------------- | --------------- | ------------- | ----------------- |
| 1999년–2006년 | 류화석1 | 24–20                 | 0.545 | 0–2                     | 0.000           | 1               | 0             | 0                 |
| 2006년–2009년 | 홍성진  | 27–53                 | 0.338 | 3–3                     | 0.500           | 1               | 0             | 0                 |
| 2009년–2014년 | 황현주  | 86–56                 | 0.606 | 10–11                   | 0.476           | 4               | 2             | 1                 |
| 2014년–2017년 | 양철호  | 50–40                 | 0.556 | 5–2                     | 0.714           | 2               | 0             | 1                 |
| 2017년–2021년 | 이도희  | 54–63                 | 0.467 | 1–2                     | 0.333           | 1               | 0             | 0                 |
| 2021년–       | 강성형  | 0–0                   | 0.000 |                         | 0.000           | 0               | 0             | 0                 |

비고:
- 1 전적 및 승률은 2005년 V-리그 출범 이후 기록.

## 같이 보기
- 현대건설